# Зимске олимпијске игре 1998.
XVIII Зимске олимпијске игре су одржане 1998. године у Нагану, у Јапану. МОК је за домаћина изабрао Нагано у конкуренцији градова у којој су били Аоста, Јака, Естерзунд и Солт Лејк Сити.
У програм игара је уведен хокеј на леду за жене, карлинг и сноуборд. По први пут у такмичење хокеја на леду су били укључени професионалци из НХЛ професионалне северноамеричке лиге, што је подигло квалитет и интерес за олимпијски хокејашки турнир. Да би то било могуће НХЛ лига је договорила тронедељну паузу у такмичењима, па су се професионални хокејаши могли прикључити националним екипама за ЗОИ.
У такмичарском програму су се посебно истакли следећи такмичари и екипе:
- Тркач на скијама Бјорн Дејли из Норвешке је освојио три златне медаље. Тиме је уз раније освојене медаље на претходним ЗОИ постао први тркач којем је успело освојити чак осам златних и укупно 12 олимпијских медаља.
- Тара Липински, тада стара 15 година, постала је најмлађи освајач златне медаље на ЗОИ у некој појединачној дисциплини. Она је победу остварила у уметничком клизању.
- Алпски скијаш Херман Мајер (Аустрија) је после тешког пада у спусту успео освојити златне медаље у супервелеслалому и велеслалому.
- Клизачи из Холандије Ђани Роме и Маријан Тимер су освојили по две златне медаље; укупно 5 од 10 медаља у том спорту је припало такмичарима из Холандије.
- Такмичар у сноуборду Рос Ребаглијати је освојио злато, пошто је првобитно био дисквалификован због употребе марихуане, али је казна накнадно укинута.
- У хокеју на леду се очекивао добар наступ професионалаца из Канаде и САД, међутим све је изненадила Чешка која је у финалу победила Русију, док су трећи били Финци. Фаворизовани Канађани су били тек четврти, а такмичари САД су доживели дебакл остваривши само једну победу на турниру.

## Спортови
| - Алпско скијање - Биатлон - Боб - Брзо клизање - Брзо клизање - шорт трек - Карлинг |  | - Хокеј на леду - Нордијско скијање: - Скијашко трчање - Нордијска комбинација - Скијашки скокови |  | - Санкање - Слободно скијање - Сноуборд - Уметничко клизање |

## Списак поделе медаља
(Медаље домаћина посебно истакнуте)
| Зимске олимпијске игре 1998. |                      |       |        |        |        |
| Пласман                      | Држава               | Злато | Сребно | Бронза | Укупно |
| 1                            | Немачка              | 12    | 9      | 8      | 29     |
| 2                            | Норвешка             | 10    | 10     | 5      | 25     |
| 3                            | Русија               | 9     | 6      | 3      | 18     |
| 4                            | Канада               | 6     | 5      | 4      | 15     |
| 5                            | Сједињене Државе     | 6     | 3      | 4      | 13     |
| 6                            | Холандија            | 5     | 4      | 2      | 11     |
| 7                            | Јапан                | 5     | 1      | 4      | 10     |
| 8                            | Аустрија             | 3     | 5      | 9      | 17     |
| 9                            | Јужна Кореја         | 3     | 1      | 2      | 6      |
| 10                           | Италија              | 2     | 6      | 2      | 10     |
| 11                           | Финска               | 2     | 4      | 6      | 12     |
| 12                           | Швајцарска           | 2     | 2      | 3      | 7      |
| 13                           | Француска            | 2     | 1      | 5      | 8      |
| 14                           | Чешка                | 1     | 1      | 1      | 3      |
| 15                           | Бугарска             | 1     | 0      | 0      | 1      |
| 16                           | Кина                 | 0     | 6      | 2      | 8      |
| 17                           | Шведска              | 0     | 2      | 1      | 3      |
| 18                           | Данска               | 0     | 1      | 0      | 1      |
| 18                           | Украјина             | 0     | 1      | 0      | 1      |
| 20                           | Белорусија           | 0     | 0      | 2      | 2      |
| 20                           | Казахстан            | 0     | 0      | 2      | 2      |
| 22                           | Аустралија           | 0     | 0      | 1      | 1      |
| 22                           | Белгија              | 0     | 0      | 1      | 1      |
| 22                           | Уједињено Краљевство | 0     | 0      | 1      | 1      |
|                              | Укупно               | 69    | 68     | 68     | 205    |